# Anna Melikjan
Anna Melikjan (russisk: А́нна Гаги́ковна Меликя́н) (født 8. februar 1976 i Baku i Sovjetunionen) er en russisk filminstruktør og manuskriptforfatter.

## Filmografi
- Mars (Марс, 2004)[1][2]
- Rusalka (Русалка, 2007)
- Zvezda (Звезда, 2014)
- Pro ljubov (Про любовь, 2015)
- Feja (Фея, 2020)
- Troje (Трое, 2020)